# 燃えつきるまで
『燃えつきるまで』（Mrs. Soffel）は、1984年制作のアメリカ映画。20世紀初頭のピッツバーグで実際に起きた、死刑囚と刑務所長夫人の愛と逃避行を描く。

## ストーリー
1901年、ピッツバーグ。刑務所長である夫ピーター・ソッフルと4人の子供たちと暮らす、信仰心厚い女性ケイトは、善意で囚人たちのために聖書を読み聴かせていた。ある日、強盗殺人の罪で死刑宣告を受けたエドとジャックのビドゥル兄弟が刑務所に送りこまれる。ケイトはエドと惹かれ合うようになり、死刑執行が迫った兄弟の脱獄に手を貸してしまう。

## キャスト
- ケイト・ソッフル：ダイアン・キートン
- エド・ビドゥル：メル・ギブソン
- ジャック・ビドゥル：マシュー・モディン
- ピーター・ソッフル：エドワード・ハーマン
- アイリーン・ソッフル：トリニ・アルバラード
- マクガヴァン刑事：テリー・オクィン
- マギー：ピパ・パースリー
- ジェシー：ダナ・ウィラー・ニコルソン